# Max Martin
Max Martin, egentligen Karl Martin Sandberg, född 26 februari 1971 i Stenhamra, Sånga församling, Stockholms län, är en svensk musikproducent och låtskrivare. Sandberg började använda sig av producentnamnet Max Martin under 1990-talet och har under det namnet producerat musik åt bland  andra  Taylor Swift, Coldplay, Britney Spears, Celine Dion, Bon Jovi, Backstreet Boys, A-ha, 'Nsync, Usher, Pink, Katy Perry, Pitbull, Justin Bieber, Ariana Grande, Ed Sheeran och Darin Zanyar. Han var även involverad i den före detta musikhitfabriken Cheiron, men driver i dag musikproduktionsbolaget Maratone och Wolf Cousins.
Enligt Variety var hans nettovärde cirka 2,1 miljarder kronor år 2017. I januari 2024 blev han historisk som musikproducent i samband med sin 24:e förstaplacering på den amerikanska Billboardlistan.
Martin har vunnit ASCAP Songwriter of the Year priset elva gånger. År 2016 tilldelades han Polarpriset.

## Bakgrund
Max Martin hoppade av gymnasieskolan Södra latin för att ägna sig åt musiken. Hans band It's Alive skrev på ett kontrakt för det Denniz Pop-ägda skivbolaget Cheiron, och bandet spelade in en skiva och gav sig därefter ut på en turné i Europa. Denniz Pop inledde ett samarbete med Martin där de båda producerade och skrev låtar åt andra artister. Martin har berättat att artistnamnet Max Martin uppfanns av E-Type (Martin Eriksson) och Denniz Pop när de angav kompositörerna till hans andra singel This Is the Way, till vilken Martin skrivit introt. Han informerades inte om sitt tilldelade artistnamn förrän skivan redan var utgiven. År 2000 avslutades verksamheten i Cheiron, och Martin startade ett nytt bolag, Maratone. 2005 producerade bolaget bland annat Darin Zanyars debutalbum och norska A-ha:s comeback-singel i Storbritannien.

## Musikaliska framgångar
Under sina år som låtskrivare och producent har totalt 74 av Max Martins låtar nått topp 10 på amerikanska Billboard Hot 100. Från 2007 och framåt har årligen minst två av Martins låtar nått topp 10 på Hot 100. År 2013 beräknades hans musik ha sålt i över 135 miljoner singlar. Sett till dessa siffror är Max Martin den överlägset mest framgångsrika låtskrivaren och producenten i musikhistorien.
1993 anställdes Martin som producent på Cheiron och började jobba med ett Ace of Base-album och med album åt Leila K, Army of Lovers och 3T. Ace of Base-albumet The Sign blev en succé och har sedan skivsläppet 1993 sålt i över 23 miljoner exemplar.
1997 anlitades Cheiron för att producera och skriva låtar till ett Backstreet Boys-album. Senare samma år skrev Max Martin Robyns hit "Show Me Love". Han fortsatte 1998 med att producera skivor åt Five och 'Nsync. I mitten av 1998 dog Denniz Pop i cancer, vilket gjorde att Martin fick ledarrollen på Cheiron. Han började arbeta med låtskrivaren och producenten Rami Yacoub och de båda har fortsatt sitt samarbete sedan dess.
År 1999 producerade Martin Britney Spears genombrottshit "...Baby One More Time" vilket blev en stor framgång och banade väg för Britney Spears som världsartist. Låten gick den 30 januari 1999 högst upp i topp på hitlistan Billboard Hot 100 i USA.
2009 skrev och producerade Max Martin Britney Spears succélåt "3", och singeln kom direkt in på första plats på Billboard Hot 100.
Den 9 september 2010 kom Max Martins låt "Teenage Dream", skriven till Katy Perry, in på första plats på Billboardlistan. Det betydde att Max Martin hade med fyra av sina låtar på Billboard Top 5.
I januari 2024 blev han historisk som musikproducent i samband med sin 24:e förstaplacering på den amerikanska Billboardlistan. Förstaplaceringen kom med Ariana Grandes låt ”Yes, and?”, som hon skrivit och producerat tillsammans med Max Martin och Ilya Salmanzadeh. Max Martin gick därmed om Beatlesproducenten George Martin i antalet Billboardettor. Han tangerade också John Lennon som den låtskrivare med näst flest listettor i USA. Rekordet kom 25 år efter att Martin fick sin första Billboardetta med ”…Baby one more time” med Britney Spears.

## Relation till media
Under 1990-talet gav Max Martin mycket få intervjuer. Under hela 2000-talets första decennium tackade han konsekvent nej till alla intervjuer. 2008 gjorde Martin ett undantag då han valde att medverka i radioserien, Cheiron – en popsaga, av Sveriges Radio-journalisten Fredrik Eliasson. Radiodokumentären är en hyllning till Max Martins vän och kollega Denniz Pop. Den sändes i SR P4 Stockholm hösten 2008, tio år efter Denniz Pops bortgång.
Våren 2015 gjorde Fredrik Eliasson en uppföljare till den tidigare dokumentären vid namn Arvet efter Cheiron - En oändlig historia. I denna medverkar förutom Max Martin även Shellback, Andreas Carlsson, Kristian Lundin, Jörgen Elofsson och flera andra musikproducenter och låtskrivare från det gamla Cheirongänget. Dokumentären handlar om åren efter Cheiron, Max Martins uppväxt, musikbakgrund, influenser, kommunala musikskolans betydelse, Denniz Pop. Den berör i högre grad de nya studiosamarbeten som inletts samt berättar hur det går till när hitlåtar produceras idag. Den berättar också om hans studio i Stockholm och Los Angeles samt ger en syn på framtiden.
I augusti 2015 fick Max Martin pris som Årets svensk i världen, som organisationen Svenskar i Världen delar ut varje år. I februari 2016 delade han årets Polarpris med Cecilia Bartoli. Juryns motivering för Max Martins pris var ”med sitt öra för sångmelodier, sin musikaliska precision och hantverksskicklighet, har förädlat och utvecklat den globala populärmusiken" 

## Priser och utmärkelser
- 1998 – Grammisgalans hederspris[12]
- 1998 – Musikexportpriset
- 2010 – Platinagitarren[13]
- 2014 – Musikexportpriset
- 2015 – Grammis som "Årets kompositör"
- 2015 – Årets Svensk i Världen
- 2016 – Polarpriset

## Billboard Hot 100 – Förstaplacerade singlar
1. 1999 – "...Baby One More Time" (Britney Spears)
2. 2000 – "It's Gonna Be Me" ('Nsync)
3. 2008 – "I Kissed a Girl" (Katy Perry)
4. 2008 – "So What" (Pink)
5. 2009 – "My Life Would Suck Without You" (Kelly Clarkson)
6. 2009 – "3" (Britney Spears)
7. 2010 – "California Gurls" (Katy Perry feat. Snoop Dogg)
8. 2010 – "Teenage Dream" (Katy Perry)
9. 2010 – "Raise Your Glass" (P!nk)
10. 2011 – "Hold It Against Me" (Britney Spears)
11. 2011 – "E.T." (Katy Perry featuring Kanye West)
12. 2011 – "Last Friday Night (T.G.I.F.)" (Katy Perry)
13. 2012 – "Part of Me" (Katy Perry)
14. 2012 – "One More Night" (Maroon 5)
15. 2012 – "We Are Never Ever Getting Back Together" (Taylor Swift)
16. 2013 – "Roar" (Katy Perry)
17. 2014 – "Dark Horse" (Katy Perry feat. Juicy J)
18. 2014 – "Shake it Off" (Taylor Swift)
19. 2014 – "Blank Space" (Taylor Swift)
20. 2015 – "Bad Blood" (Taylor Swift)
21. 2015 – "Can't Feel My Face" (The Weeknd)
22. 2016 – "CAN'T STOP THE FEELING!" (Justin Timberlake)
23. 2020 – "Blinding Lights" (The Weeknd)
24. 2021 – "Save Your Tears" (The Weeknd with Arianda Grande)[14]
25. 2021 – "My Universe" (Coldplay x BTS)
26. 2024 – ”Yes, and?” (Ariana Grande)
27. 2024 – "we can't be friends (wait for your love)" (Ariana Grande)

## Skrivna/producerade låtar i urval

### 1993–1997
- 1993 – Ace of Base – The Sign
- 1993 – Ace of Base – "All That She Wants"
- 1994 – E-Type – "Set the World on Fire"
- 1995 – Ace of Base – The Bridge
- 1995 – 3T – "Gotta Be You"
- 1995 – 3T – "I Need You"
- 1996 – Backstreet Boys – "We've Got It Goin' On"
- 1996 – Backstreet Boys – "I Wanna Be with You"
- 1996 – Backstreet Boys – Quit Playing Games (With My Heart)
- 1997 – Backstreet Boys – "As Long as You Love Me"
- 1997 – Backstreet Boys – "Everybody (Backstreet's Back)"
- 1997 – Backstreet Boys – "That's the Way I Like It"
- 1997 – Backstreet Boys – "Quit Playing Games (With My Heart)"
- 1997 – Backstreet Boys – "Nobody But You"
- 1997 – Bryan Adams – "Before the Night Is Over"
- 1997 – Bryan Adams – "Cloud Number Nine"
- 1997 - DeDe Lopez - "My Lover"
- 1997 - Dede Lopez - "Get To You"
- 1997 – Robyn – "Show Me Love"
- 1997 – Robyn – "Do You Know (What It Takes)"
- 1997 – Solid HarmoniE – "I Want You to Want Me"
- 1997 – Solid HarmoniE – "I'll Be There for You"

### 1998–1999
- 1998 – 'Nsync – 'Nsync
- 1998 – 'Nsync – "I Want You Back"
- 1998 – 'Nsync – "Tearin' Up My Heart"
- 1998 – Five – Invincible
- 1998 – Five – "Slam Dunk Da Funk"
- 1998 – Five – "Everybody Get Up"
- 1999 – Britney Spears – …Baby One More Time
- 1999 – Britney Spears – "...Baby One More Time"
- 1999 – Britney Spears – "(You Drive Me) Crazy"
- 1999 – Britney Spears – "I Will Be There"
- 1999 – Céline Dion – "That’s the Way It Is
- 1999 – Backstreet Boys – Millennium
- 1999 – Backstreet Boys – "The One"
- 1999 – Backstreet Boys – "I Want It That Way"
- 1999 – Backstreet Boys – "It's Gotta Be You"
- 1999 – Backstreet Boys – "Don't Wanna Lose You Now"
- 1999 – Backstreet Boys – "Larger Than Life" & "Larger Than Life" (single mix)
- 1999 – Westlife – "When You're Looking Like That"
- 1999 – Westlife – "You Make Me Feel"

### 2000–2003
- 2000 – Britney Spears – "Oops!… I Did It Again"
- 2000 – Britney Spears – "Can't Make You Love Me"
- 2000 – Britney Spears – "Don't Go Knockin' on My Door"
- 2000 – Britney Spears – "Lucky"
- 2000 – Britney Spears – "Stronger"
- 2000 – Backstreet Boys – Black & Blue
- 2000 – Backstreet Boys – "The One"
- 2000 – Backstreet Boys – "Shape of My Heart"
- 2000 – Backstreet Boys – "Get Another Boyfriend"
- 2000 – Backstreet Boys – "It's True"
- 2000 – Backstreet Boys – "Show Me the Meaning of Being Lonely"
- 2000 – Bon Jovi – "It’s My Life"
- 2000 – 'Nsync – "Tell Me, Mell Me...Baby"
- 2000 – 'Nsync – "It's Gonna Be Me"
- 2001 – Britney Spears – Britney
- 2001 – Britney Spears – "Overprotected"
- 2001 – Britney Spears – "Bombastic Love"
- 2001 – Britney Spears – "Cinderella"
- 2001 – Britney Spears – "I'm Not a Girl, Not Yet a Woman"
- 2001 – Britney Spears – "Where Are You Now"
- 2003 – Céline Dion – "Faith"
- 2003 – Céline Dion – "In His Touch"
- 2003 – Céline Dion – "Love Is All We Need"

### 2004–2007
- 2004 – Kelly Clarkson – "Since U Been Gone"
- 2004 – Kelly Clarkson – "Behind These Hazel Eyes"
- 2005 – A-ha – "Analogue (All I Want)"
- 2005 – Darin – "Stand By Me"
- 2005 – Backstreet Boys – "Siberia"
- 2005 – Backstreet Boys – "Just Want You to Know"
- 2005 – Backstreet Boys – "I Still..."
- 2005 – Backstreet Boys – "Climbing the Walls"
- 2006 – Daughtry – "Feels Like Tonight"
- 2006 – Pink – "U + Ur Hand" (enbart refrängen)
- 2006 – Pink – "Cuz I Can"
- 2006 – Pink – "Who Knew"
- 2007 – Simple Plan – "Generation
- 2007 – Avril Lavigne – "I will Be"
- 2007 – Avril Lavigne – "Alone"
- 2007 – Shayne Ward – "If That's OK with You"
- 2007 – James Blunt – "Carry You Home"

### 2008–2009
- 2008 – Katy Perry – "I Kissed a Girl"
- 2008 – Katy Perry – "Hot n Cold"
- 2008 – Pink – "So What"
- 2008 – Simple Plan – "Generation"
- 2008 – Leona Lewis – "I Will Be"
- 2008 – Sugababes – "Unbreakable Heart"
- 2008 – Britney Spears – "If U Seek Amy"
- 2009 – Kelly Clarkson – "My Life Would Suck Without You"
- 2009 – Britney Spears – "3"
- 2009 – Backstreet Boys – "Bigger"
- 2009 – Adam Lambert – "Whataya Want from Me"
- 2009 – Adam Lambert – "If I Had You"
- 2009 – Leona Lewis – "I Got You"
- 2009 – Leona Lewis – "Outta My Head"
- 2009 – Pink – "I Don't Believe You"
- 2009 – Pink – "Please Don't Leave Me"
- 2009 – Pink – It's All Your Fault"
- 2009 – Pink – "Who Knew"
- 2009 – Allison Iraheta – "Friday I'll Be Over U"
- 2009 – Kesha – "Kiss n Tell"
- 2009 – Kesha – "Hungover"
- 2009 – Kesha – "Dinosaur
- 2009 – Carrie Underwood – "Quitter"

### 2010
- 2010 – Katy Perry – "California Gurls"
- 2010 – Katy Perry – "Teenage Dream"
- 2010 – Katy Perry – "E.T"
- 2010 – Katy Perry – "Last Friday Night (T.G.I.F.)"
- 2010 – Katy Perry – "The One That Got Away"
- 2010 – TAIO CRUZ – "Dynamite"
- 2010 – Usher – "DJ Got Us Fallin' in Love" (featuring Pitbull)
- 2010 – Robyn – "Time Machine"
- 2010 – T.I. – That's All She Wrote (featuring Eminem)
- 2010 – Flo Rida – "Who Dat Girl" (featuring Akon)
- 2010 – Pink – "Raise Your Glass"
- 2010 – Pink – "Fuckin' Perfect"
- 2010 – Glee – "Loser Like Me"

### 2011
- 2011 – Avril Lavigne – "What the Hell"
- 2011 – Britney Spears – Femme Fatale
- 2011 – Britney Spears – "Hold It Against Me"
- 2011 – Britney Spears – "Till the World Ends"
- 2011 – Britney Spears – "I Wanna Go"
- 2011 – Britney Spears – "Inside Out"
- 2011 – Britney Spears – "Seal It with a Kiss"
- 2011 – Britney Spears – "Criminal"
- 2011 – Britney Spears – "Up N’ Down"

### 2012
- 2012 – Justin Bieber (Ft. Nicki Minaj) – "Beauty and a Beat"
- 2012 – Taylor Swift – "We Are Never Ever Getting Back Together"
- 2012 – Katy Perry – "Wide Awake"
- 2012 – Christina Aguilera – "Your Body"
- 2012 – Christina Aguilera – "Let There Be Love"
- 2012 – Maroon 5 – "One More Night"
- 2012 – Kesha – "C'mon"
- 2012 – Kesha – "Supernatural"

### 2013
- 2013 – Katy Perry – "Roar"
- 2013 – Katy Perry – "Dark Horse"
- 2013 – Katy Perry – "This Is How We Do"
- 2013 – Katy Perry – "Unconditionally"
- 2013 – Katy Perry – "Birthday"
- 2013 – Katy Perry – "Legendary Lovers"
- 2013 – Katy Perry – "Walking on Air"
- 2013 – Backstreet Boys – "In a World Like This"

### 2014
- 2014 – Katy Perry – "Birthday"
- 2014 – Katy Perry – "This Is How We Do"
- 2014 – Taylor Swift – "Blank Space"
- 2014 – Taylor Swift – "Style"
- 2014 – Taylor Swift – "Shake It Off"
- 2014 – Taylor Swift – "New Romantics"
- 2014 – Shakira – "Dare (La La La)"
- 2014 – Volvo Commercial/Zlatan – "Du gamla du fria"
- 2014 – Ariana Grande – "Problem"
- 2014 – Ariana Grande – "Break Free"
- 2014 – Ariana Grande – "Love Me Harder"
- 2014 – Ariana Grande – "Bang Bang"
- 2014 – Jennifer Lopez – "First Love"
- 2014 – MKTO – "Forever Until Tomorrow"
- 2014 – Cher Lloyd – "Dirty Love"
- 2014 – Jessie J – "Bang Bang"

### 2015
- 2015 – Adam Lambert – "Ghost Town"
- 2015 – Ellie Goulding – "Love Me Like You Do"
- 2015 – Flo Rida – "Once in a Lifetime"
- 2015 – Tori Kelly – "Nobody Love"
- 2015 – Usher – "Bedroom"
- 2015 – Usher – "Under You"
- 2015 – The Weeknd – "Can't Feel My Face"
- 2015 – The Weeknd – "In the Night"
- 2015 – Taylor Swift – "Bad Blood"
- 2015 – Demi Lovato – "Cool For The Summer"
- 2015 – Demi Lovato – "Confident"
- 2015 – Taylor Swift – "Wildest Dreams"

### 2016
- 2016 – Justin Timberlake – "Can't Stop the feeling!"
- 2016 – Ariana Grande – "Dangerous Woman"
- 2016 – Ariana Grande – "Into You"
- 2016 – Ariana Grande – "Side to Side"
- 2016 – Katy Perry – "Rise"

### 2017
- 2017 – Katy Perry – "Chained to the Rhythm"

### 2018
- 2018 – Ariana Grande – "Breathin"
- 2018 – Ariana Grande – "God Is a Woman"
- 2018 – Ariana Grande – "No Tears Left to Cry"

### 2019
- 2019 – Ariana Grande – "Bloodline"
- 2019 – Ariana Grande – "Bad Idea"
- 2019 – Ariana Grande – "Ghostin"
- 2019 – Ariana Grande – "Break Up with Your Girlfriend, I’m Bored"
- 2019 – Ed Sheeran – "Beautiful People”
- 2019 – The Weeknd – ”Blinding Lights"

### 2020
- 2020 – The Weeknd with Ariana Grande – "Save Your Tears"

### 2021
- 2021 – The Weeknd – "Take My Breath"
- 2021 – Coldplay x BTS – "My Universe"